# Kamand (district de Mandi)
Kamand (également Kmaand, hindi : कमान्द) est un petit village du bloc de développement Mandi-Sadr, situé dans le district de Mandi, en Himachal Pradesh, en Inde. Ce village est situé sur la rive gauche de la rivière Uhl. Il est situé sur la route MDR23 Mandi-Bajaura, à une distance de 15 kilomètres (9,32056788 milles) de la ville de Mandi. Le campus sud de l'IIT Mandi borde Kamand et l'entrée du campus part ici du MDR23. Le Kamand Gram Panchayat est un organisme d'autonomie locale qui couvre Kamand et 6 autres villages.

## Description
Kamand est situé sur la route MDR23 Mandi-Bajaura, à une distance de 15 kilomètres (9,32056788 milles) de la ville de Mandi. La MDR23 continue vers Bajaura, se connectant à Kullu, sur une distance de 51 kilomètres (31,689930792 mi) de Kamand. Le village a une superficie de 248,4 hectares (613,809766404 acre) (p1028)
Les cultures cultivées dans les fermes environnantes comprennent le maïs, le blé, la pomme de terre, les haricots rouges (rajma) et les pois noirs (rongi). Un certain nombre d'entreprises s'adressent à la communauté IIT Mandi. Il s'agit notamment des magasins d'approvisionnement et de ravitaillement, des restaurants, des stations-service, des services, des logements pour les étudiants, le personnel et les sous-traitants, etc. Kamand dispose d'un sous-bureau de poste (bureau de livraison) avec le code PIN 175075.

## Histoire
Jusqu'en 2010, Kamand était un petit village agraire avec des maisons traditionnelles construites grâce à des murs en pierres sèches et des toits en ardoise. Au cours de la période 2010-2020, avec le développement de l'IIT Mandi, Kamand s'est développé rapidement et compte désormais de nombreux bâtiments à plusieurs étages en béton de ciment. Plusieurs entreprises s'y sont installées, répondant à la construction et à d'autres besoins de l'IIT Mandi ainsi qu'aux étudiants et résidents du campus.

## Données démographiques
La population au recensement de 2011 était de 29 habitants, avec 8 ménages (p1028). Les castes répertoriées représentent entre 11 et 20 % et les tribus répertoriées entre 31 et 40 % (p1900,1986). La principale religion est l'hindouisme (p15). Les langues sont le mandeali et l'hindi(p15). Un nombre restreint mais croissant de personnes sont capables de converser en anglais grâce à l'influence de la communauté diversifiée de l'IIT Mandi.

## Transport
Des bus publics et privés et des fourgonnettes privées circulent régulièrement entre Mandi et divers villages de la vallée de Kamand, en passant par Kamand (p1033). Quelques bus passent sur la route de Mandi à Bajaura et Kullu.

## Éducation

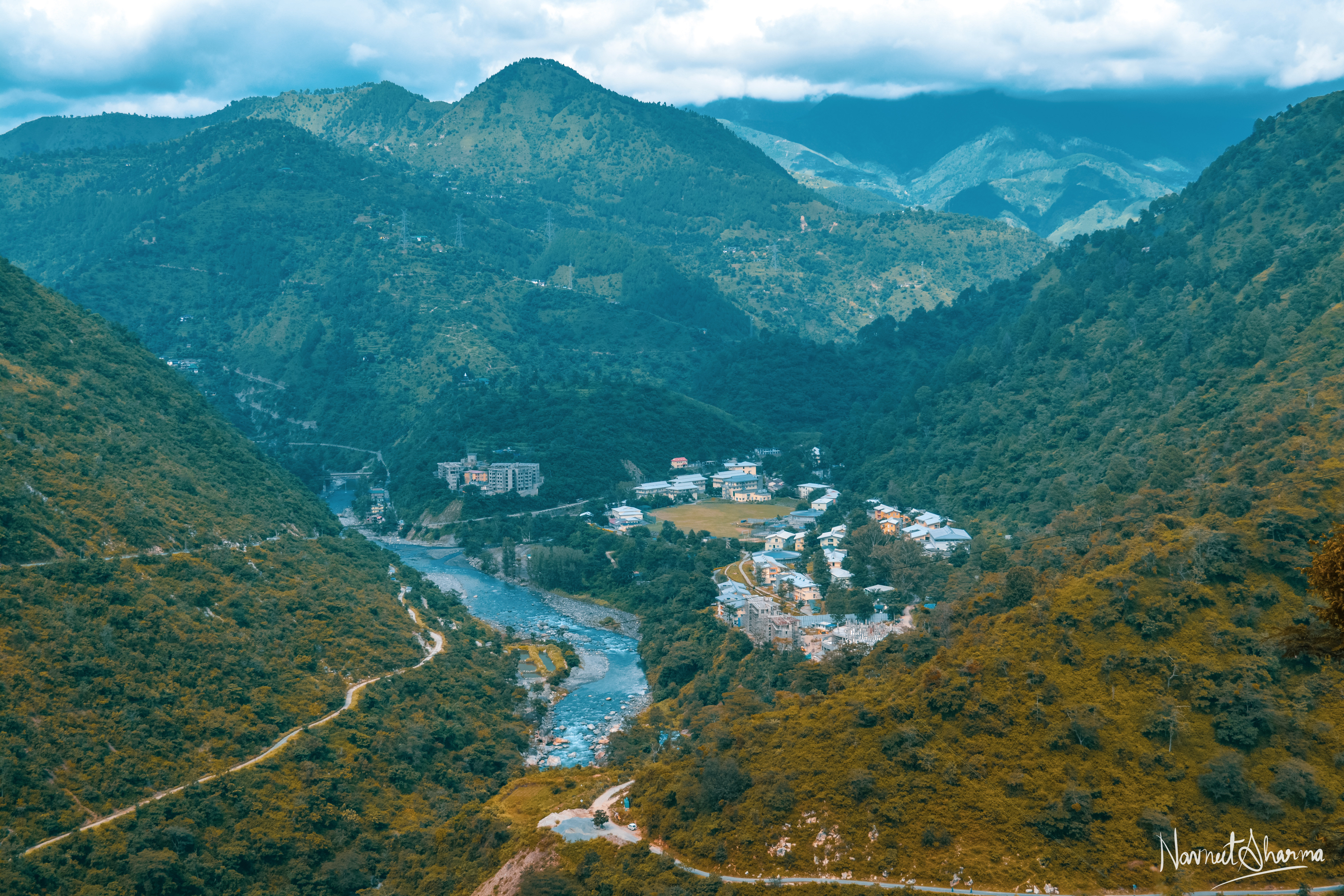
Campus Sud de l'IIT Mandi, Kamand à gauche. septembre 2020

Une école publique primaire, intermédiaire et secondaire accueille les enfants des villages environnants. L'IIT Mandi est un institut d'importance nationale proposant des licences, des maîtrises et des doctorats en ingénierie, ainsi que des maîtrises et des doctorats en sciences et sciences humaines. Le campus sud de l'IIT Mandi borde Kamand. Les étudiants viennent de toutes les régions de l'Inde et de certains pays étrangers.

## Gouvernance (Gram Panchayat)
Le Kamand Gram Panchayat est un bureau gouvernemental et un organisme d'autonomie locale qui régit le village de Kamand et 6 villages voisins du bloc de développement de Mandi Sadar du district de Mandi dans l'État de l'Himachal Pradesh, en Inde. Kamand GP fait partie de la circonscription de l'Assemblée de Darang et de la circonscription parlementaire de Mandi. Le Gram Panchayat est situé à

### Pradhans
| Numéro SL | Nom Pradhan | Terme       |
| --------- | ----------- | ----------- |
| 1         | Reeta Devi  | 2016-2021   |
| 2         | Bhim Dev    | 2021-(2026) |

### Villages
Le Kamand Gram Panchayat couvre 7 villages.
| Nom du village  | Numéro du bureau de vote | Type  |
| --------------- | ------------------------ | ----- |
| Arnéhar         | 1                        | Rural |
| Dangahar        | 2                        | Rural |
| Kamand          | 3                        | Rural |
| Kathachi        | 4                        | Rural |
| Kutahar         | 5                        | Rural |
| Khanahr         | 6                        | Rural |
| DPF Shara Mohar | 7                        | Rural |

## Galerie

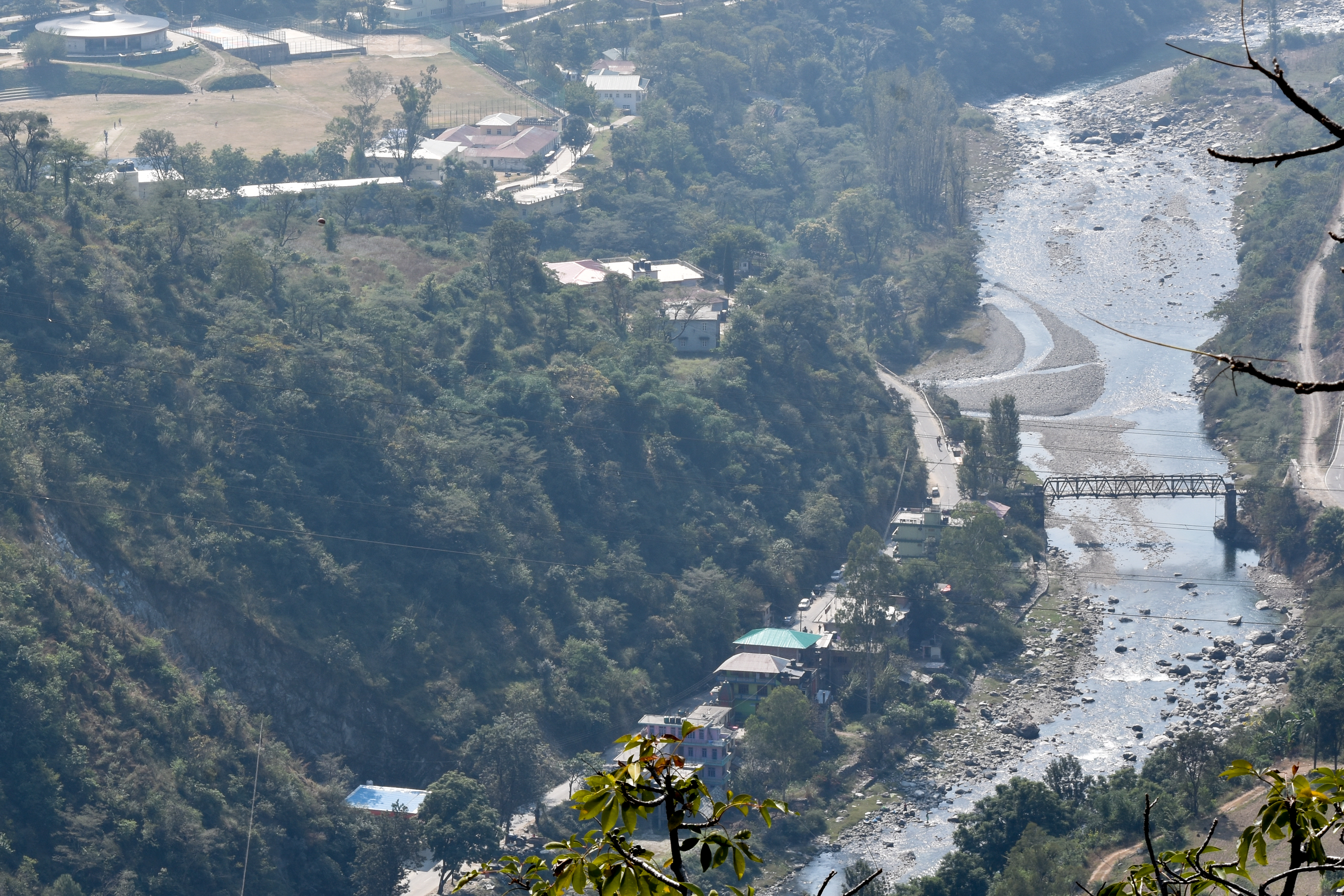
Kamand sur le campus Uhl, IIT Mandi Sud. octobre 2017
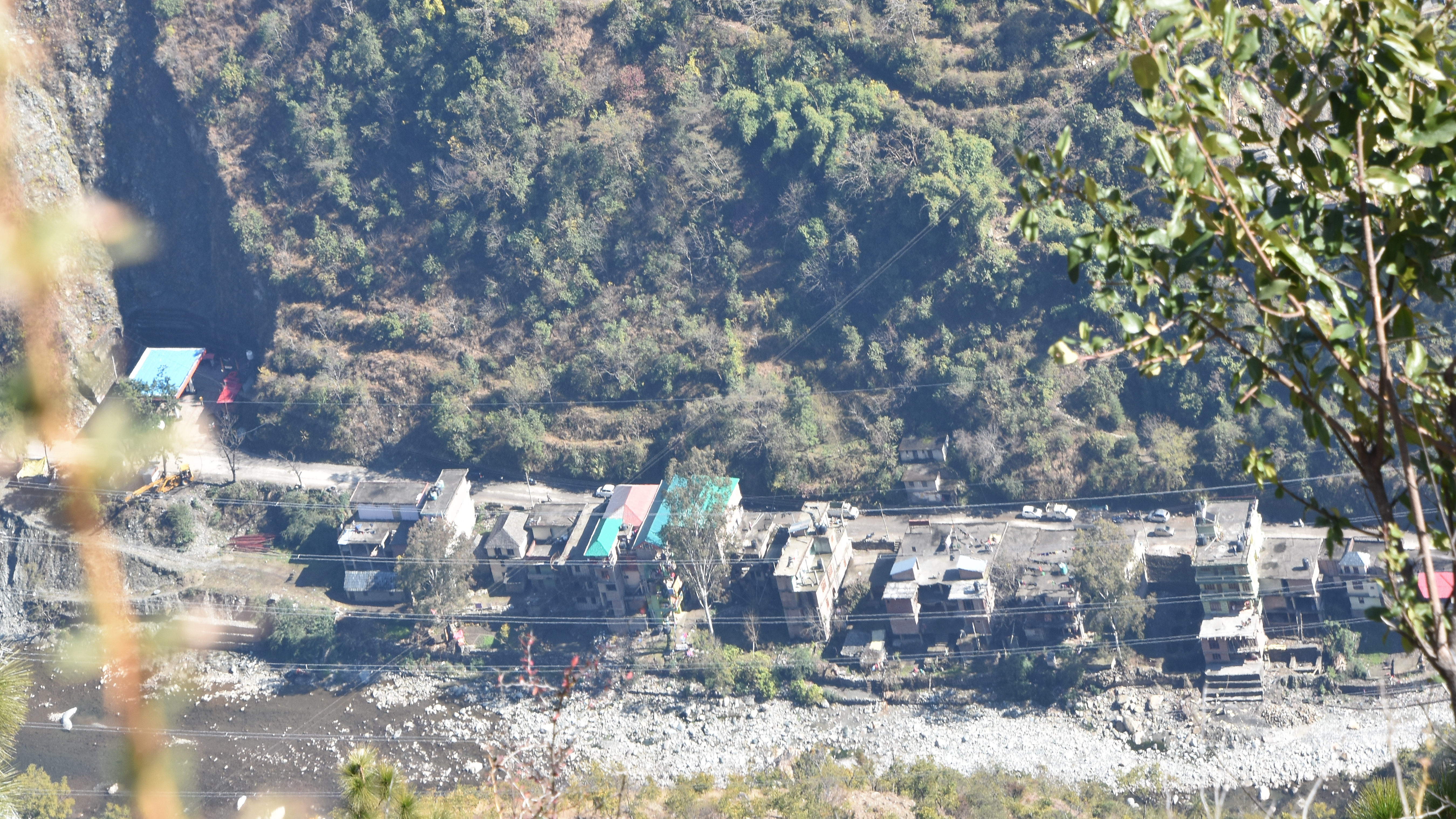
Vue à vol d'oiseau de Kamand depuis Griffon Peak. 20 janvier
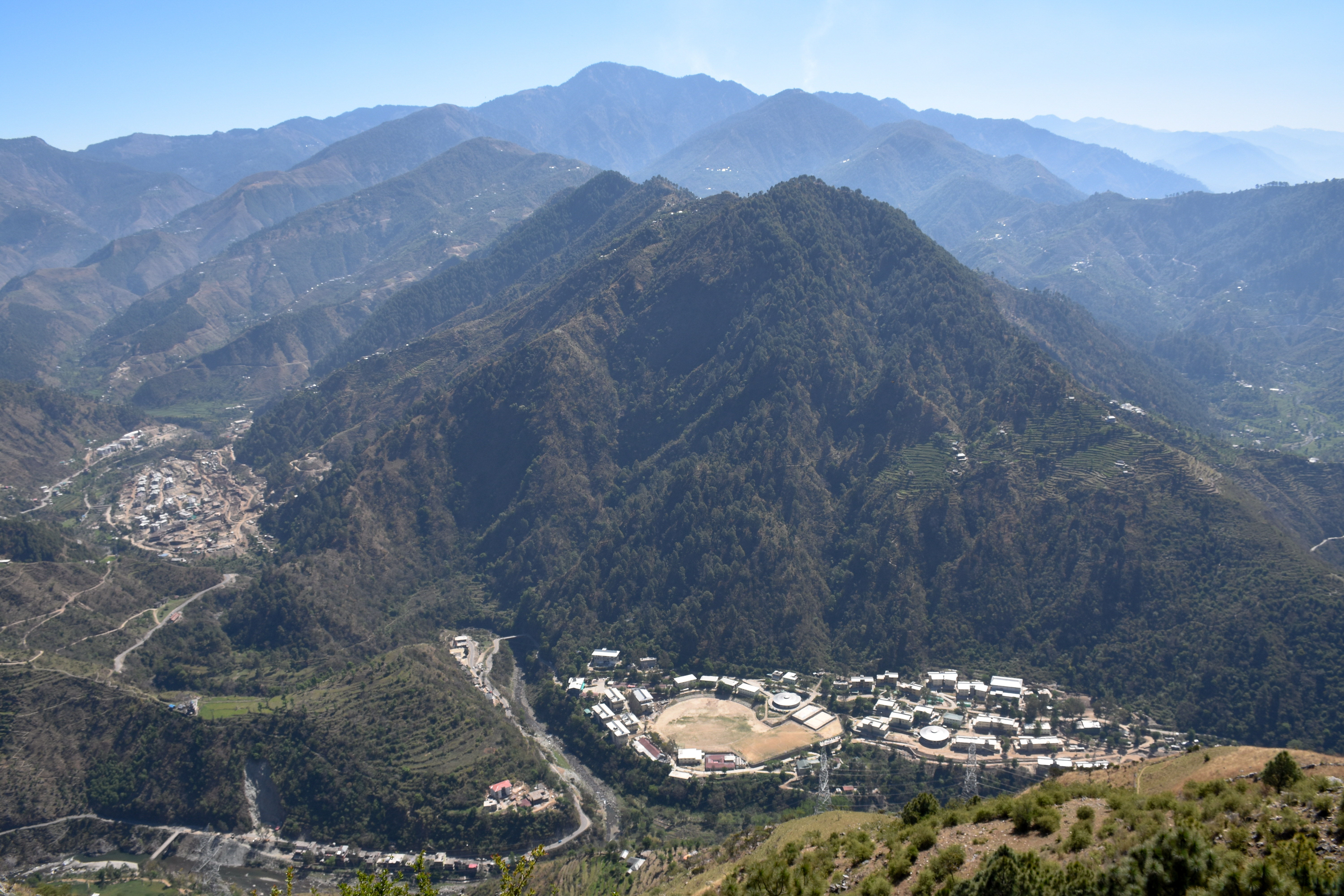
IIT Mandi et Kamand de Griffon Peak. avril 2017